# Neuilly, Eure
 Neuilly  là một xã thuộc tỉnh Eure trong vùng Normandie miền bắc nước Pháp.